# Siobhan Dowd
Siobhan Dowd (Londen, 4 februari 1960 - Oxford, 21 augustus 2007) was een Brits schrijfster die voornamelijk bekend werd door de bestseller A Swift Pure Cry.
Dowd groeide op in Londen als dochter van Ierse ouders. Na haar middelbareschoolperiode voltooide ze de studie klassieke talen aan de universiteit van Oxford en studeerde ze tevens cum laude af aan de universiteit van Greenwich in vrouwenstudies.
In 1984 trad Dowd toe tot de International PEN, een organisatie die zich bezighoudt met de wereldwijde belangenbehartiging van schrijvers. Voor deze organisatie maakte Dowd reizen naar Guatemala en Indonesië, om daar het klimaat voor schrijvers in de dop in kaart te brengen en mensen te stimuleren om verhalen en romans te schrijven. Dowd was erg begaan met het lot van kansarme mensen waar dan ook en probeerde hen te steunen in het ontwikkelen van hun literaire vaardigheden.
Dowd trok zich ook het lot van gevangenen en achtergestelde mensen aan. Namens de International PEN richtte ze mede het Writers In Prison Committee op, die gedetineerden de mogelijkheid gaf om literair werk uit te geven. Tevens maakte Dowd zich eind jaren tachtig sterk voor de schrijver Salman Rushdie en richtte voor hem een stichting op waarmee middelen voor zijn bescherming beschikbaar moesten komen. Over Rushdie was een fatwa uitgesproken wegens het uitkomen van zijn Duivelsverzen.
Dowd heeft vervolgens enkele jaren in New York doorgebracht, waar ze een brug probeerde te slaan tussen de Amerikaanse en Ierse cultuur. Het blad Irish-America Magazine prees Dowd voor haar werk en gaf haar een plaats in de top 100 van 'Irish Americans'.
Na haar periode in New York volgde de terugkeer naar het Verenigd Koninkrijk. Ze startte de Britse variant van de PEN-organisatie en stippelde een speciaal programma uit voor schrijvers in gevangenissen en mensen uit achterstandswijken. Ze hoopte deze mensen met de organisatie een literair platform te geven.
Van Dowd verscheen in 1996 het boek The Prison Where I Live.
In 2004 werkte ze met de lokale overheid in Oxfordshire samen om de rechten van kinderen in achterstandswijken te verbeteren.
Hoewel Dowd in haar loopbaan als schrijfster aanvankelijk werk voor volwassenen schreef ging haar interesse steeds meer uit naar het schrijven van kinderboeken. Van haar hand kwam het boek Skin Deep. De echte doorbraak in het kinderboekengenre kwam voor Dowd in maart 2006 met A Swift Pure Cry (in het Nederlands uitgegeven als 'Een helle kreet'). Het boek vertelt het verhaal van het jonge meisje Shell, dat na de dood van haar moeder haar jongere zusje en broertje moet opvoeden. Dowd heeft in het verhaal ook veel religieuze thema's verwerkt. Uiteindelijk raakt Shell in verwachting en dit levert tal van extra problemen op.
A Swift Pure Cry werd wereldwijd met veel lof ontvangen en werd haar grootste werk. Het boek heeft tal van internationale literaire prijzen ontvangen, waaronder de Waterstones Children's Book Award.
Begin 2007 kwam het kinderboek The London Eye Mystery uit. De carrière van Dowd begon net in een stroomversnelling te raken toen bij haar later dat jaar een agressieve vorm van borstkanker werd vastgesteld. Net voor haar dood richtte Dowd het Siobhan Dowd Trust op, alle royalty's van haar vier kinderboeken worden gebruikt voor achtergestelde kinderen met hun schrijfvaardigheden. Siobhan Dowd overleed aan de ziekte op 21 augustus 2007.
Ondanks haar ziekte was de creativiteit van Dowd nog altijd hoog. Ze wist nog net op tijd twee kinderboeken te voltooien. In 2008 verscheen Bog Child, in 2009 Solace of the Road.

## Nederlandstalige kinderboeken
- Een helle kreet (vertaald door Dineke Bijlsma. Uitgeverij Van Gennep, 2007)
- Het reuzenradmysterie (vertaald door Tjalling Bos. Van Goor, 2010)
- Het moerasmeisje (vertaald door Tjalling Bos. Van Goor, 2010)
- De weg (vertaald door Tjalling Bos. Van Goor, 2011)
- Zeven minuten na middernacht (vertaald door Manon Smits. De Geus, 2013) Patrick Ness / Siobhan Dowd